# Neuenplos
Neuenplos ist ein Gemeindeteil von Heinersreuth im oberfränkischen Landkreis Bayreuth in Bayern. Neuenplos liegt in der Gemarkung Cottenbach.

## Geografie
Der Weiler liegt im Talgrund des Roten Mains. Eine Gemeindeverbindungsstraße führt nach Altenplos zur Bundesstraße 85 (0,5 km südlich) bzw. nach Dreschenau (1,3 km nördlich). Ein Wirtschaftsweg führt nach Stockhaus (0,4 km östlich).

## Geschichte
Gegen Ende des 18. Jahrhunderts bestand Neuenplos aus 5 Anwesen (4 Halbhöfe, 1 Schäferhaus). Die Hochgerichtsbarkeit stand dem bayreuthischen Stadtvogteiamt Bayreuth zu. Die Dorf- und Gemeindeherrschaft sowie die Grundherrschaft über sämtliche Anwesen hatte das Hofkastenamt Bayreuth.
Von 1797 bis 1810 unterstand der Ort dem Justiz- und Kammeramt Bayreuth. Mit dem Gemeindeedikt wurde Neuenplos dem 1812 gebildeten Steuerdistrikt Ramsenthal zugewiesen. Zugleich entstand die Ruralgemeinde Neuenplos, zu der Stockhaus gehörte. Sie war in Verwaltung und Gerichtsbarkeit dem Landgericht Bayreuth zugeordnet und in der Finanzverwaltung dem Rentamt Bayreuth. Mit dem Gemeindeedikt von 1818 erfolgte die Eingemeindung nach Cottenbach. Am 1. Mai 1978 wurde Neuenplos im Zuge der Gebietsreform in Bayern in die Gemeinde Heinersreuth eingegliedert.

### Einwohnerentwicklung
| Jahr      | 001819 | 001822 | 001861 | 001871 | 001885 | 001900 | 001925 | 001950 | 001961 | 001970 | 001987 |
| Einwohner | 39 *   | 35     | 38     | 35     | 40     | 33     | 35     | 28     | 16     | 15     | 29     |
| Häuser    |        | 5      |        |        | 4      | 4      | 4      | 4      | 4      |        | 7      |
| Quelle    | [ 9 ]  | [ 6 ]  | [ 10 ] | [ 11 ] | [ 12 ] | [ 13 ] | [ 14 ] | [ 15 ] | [ 16 ] | [ 17 ] | [ 1 ]  |

## Religion
Neuenplos ist evangelisch-lutherisch geprägt und nach Dreifaltigkeitskirche (Neudrossenfeld) gepfarrt.